# Pontoy
Pontoy je francouzská obec v departementu Moselle v regionu Grand Est. V roce 2013 zde žilo 401 obyvatel.

## Poloha
Sousední obce jsou: Aube, Beux, Chérisey, Liéhon, Mécleuves, Orny, Silly-en-Saulnois a Sorbey.

## Vývoj počtu obyvatel
Počet obyvatel